# 大本山寺院一覧
大本山寺院一覧（だいほんざんじいんいちらん）は、日本の仏教各宗派の大本山の一覧。
日本の伝統仏教宗派（近世以前に成立したもの）は、第二次世界大戦以前には13宗56派が公認されていた。ここで言う13宗とは、奈良仏教系の3宗（法相宗、華厳宗、律宗）、平安時代初期に成立した天台宗と真言宗、平安時代後期から鎌倉時代に成立した浄土教系4宗（融通念仏宗、浄土宗、浄土真宗、時宗）、禅宗系2宗（臨済宗、曹洞宗）および日蓮宗、近世初期に成立した禅宗系の黄檗宗を指す。宗教団体法（1939年公布、1940年施行）の施行により、宗祖を等しくする宗派の統合が進められ、従前の56派は28派に整理された。これは戦時体制下における宗教統制を意図したものだったとされている。1945年（昭和20年）に宗教団体法が廃止されて以後、従前の宗派の多くが復活するとともに、既成の宗派から分離して多くの教団が誕生した。

## 華厳宗
- 大本山東大寺（奈良県奈良市） - 南都七大寺

## 法相宗
- 大本山薬師寺（奈良県奈良市） - 南都七大寺
- 大本山興福寺（奈良県奈良市） - 南都七大寺

法相宗から分離独立した新宗派
- 聖徳宗 総本山法隆寺（奈良県生駒郡） - 南都七大寺
- 北法相宗 大本山清水寺（京都市東山区）

## 律宗
- 総本山唐招提寺（奈良県奈良市）
- 大本山壬生寺（京都府京都市中京区）

## 天台宗
- 総本山延暦寺（滋賀県大津市）
- 別格大本山(関東総本山)寛永寺（東京都台東区）
- 別格大本山笠森寺(笠森観音)（千葉県長生郡長南町）
- 別格本山深大寺（東京都調布市）
- 別格本山中院（埼玉県川越市）
- 別格本山子ノ権現天龍寺（埼玉県飯能市）
- 別格本山狭山山不動寺(狭山不動尊)（埼玉県所沢市）
- 別格本山大光普照寺（埼玉県児玉郡神川町）
- 別格本山常光院(熊谷厄除大師)（埼玉県熊谷市）

天台系の宗派および天台宗から分離独立した新宗派
- 天台寺門宗 総本山園城寺（滋賀県大津市）
- 天台真盛宗 総本山西教寺（滋賀県大津市）
- 本山修験宗 総本山聖護院（京都市左京区）
- 金峯山修験本宗 総本山金峯山寺（奈良県吉野郡）
- 羽黒山修験本宗 本山荒沢寺（山形県鶴岡市）
- 和宗 総本山四天王寺（大阪市天王寺区）
- 粉河観音宗 総本山粉河寺（和歌山県紀の川市）
- 鞍馬弘教 総本山鞍馬寺（京都市左京区）
- 聖観音宗 総本山浅草寺（東京都台東区） - 日本三大観音

## 真言宗
- 高野山真言宗 総本山金剛峯寺（和歌山県伊都郡）
- 高野山真言宗 大本山寳壽院（和歌山県伊都郡）
- 高野山真言宗 遺跡本山観心寺（大阪府河内長野市）
- 高野山真言宗 準別格本山歓喜院（埼玉県熊谷市） - 日本三大聖天
- 高野山真言宗遺跡本山神護寺(京都府京都市右京区)
- 東寺真言宗 総本山東寺(教王護国寺)（京都府京都市南区）
- 真言宗東寺派 別格本山正法寺(京都府京都市西京区)
- 真言宗醍醐派 総本山醍醐寺（京都府京都市伏見区）
- 真言宗泉涌寺派 総本山泉涌寺（京都府京都市東山区）
- 真言宗山階派 大本山勧修寺（京都府京都市山科区）
- 真言宗御室派 総本山仁和寺（京都府京都市右京区）
- 真言宗御室派 大本山金剛寺（大阪府河内長野市）
- 真言宗御室派 大本山大聖院（広島県廿日市市）
- 真言宗大覚寺派 大本山大覚寺（京都府京都市右京区）
- 真言宗大覚寺派 準大本山大山寺（神奈川県伊勢原市） - 関東三大不動
- 真言宗善通寺派 総本山善通寺（香川県善通寺市）
- 真言宗善通寺派 大本山随心院（京都府京都市山科区）
- 真言宗智山派 総本山智積院（京都府京都市東山区）
- 真言宗智山派 大本山平間寺(川崎大師)（神奈川県川崎市） - 関東三大本山
- 真言宗智山派 大本山高尾山薬王院有喜寺（東京都八王子市） - 関東三大本山
- 真言宗智山派 大本山成田山新勝寺（千葉県成田市） - 関東三大本山・関東三大不動
- 真言宗智山派 別格本山金剛寺（東京都日野市） - 関東三大不動
- 真言宗智山派 別格本山真福寺寶生院(大須観音)（愛知県名古屋市） - 日本三大観音
- 真言宗豊山派 総本山長谷寺（奈良県桜井市）
- 真言宗豊山派 大本山護国寺（東京都文京区）
- 新義真言宗 総本山根来寺（和歌山県岩出市）
- 真言宗須磨寺派 大本山須磨寺(福祥寺)（兵庫県神戸市須磨区）
- 信貴山真言宗 総本山朝護孫子寺（奈良県生駒郡平群町）
- 真言三宝宗 大本山清荒神清澄寺（兵庫県宝塚市）
- 真言宗中山寺派 大本山中山寺（兵庫県宝塚市）
- 真言宗霊雲寺派 総本山霊雲寺（東京都文京区）
- 真言宗室生寺派 大本山室生寺（奈良県宇陀市）
- 真言宗国分寺派 大本山国分寺（大阪府大阪市）

真言宗系の宗派および真言宗から分離独立した新宗派
- 真言律宗 総本山西大寺（奈良県奈良市） - 南都七大寺
- 真言律宗 大本山宝山寺（奈良県生駒市） - 日本三大聖天
- 救世観音宗 総本山紀三井寺（和歌山県和歌山市）

## 浄土宗
- 総本山知恩院（京都市東山区）
- 浄土宗鎮西派 大本山増上寺（東京都港区）
- 浄土宗鎮西派 大本山光明寺（神奈川県鎌倉市）
- 大本山善光寺大本願（長野県長野市）
- 大本山金戒光明寺（京都市左京区）
- 大本山知恩寺（京都市左京区）
- 大本山清浄華院（京都市上京区）
- 大本山善導寺（福岡県久留米市）
- 浄土宗捨世派 本山一心院（京都市東山区）
- 浄土宗西山深草派 総本山誓願寺（京都市中京区）
- 浄土宗西山深草派 大本山圓福寺（愛知県岡崎市）
- 浄土宗西山禅林寺派 総本山禅林寺（京都市左京区）

浄土宗系の宗派および浄土宗から分離独立した新宗派
- 西山浄土宗 総本山光明寺（京都府長岡京市）

## 浄土真宗
- 浄土真宗本願寺派 本山西本願寺（正式名称：本願寺）（京都市下京区）
- 真宗大谷派 本山東本願寺（正式名称：真宗本廟）（京都市下京区）
- 浄土真宗東本願寺派 本山東本願寺(東京本願寺)（東京都台東区）
- 真宗高田派 本山専修寺（三重県津市）
- 真宗佛光寺派 本山佛光寺（京都市下京区）
- 真宗興正派 本山興正寺（京都市下京区）
- 真宗木辺派 本山錦織寺（滋賀県野洲市）
- 真宗出雲路派 本山毫摂寺（福井県越前市）
- 真宗誠照寺派 本山誠照寺（福井県鯖江市）
- 真宗三門徒派 本山専照寺（福井県福井市）
- 真宗山元派 本山證誠寺（福井県鯖江市）

## 時宗
- 総本山清浄光寺（神奈川県藤沢市）

## 融通念仏宗
- 総本山大念仏寺（大阪市平野区）

## 臨済宗
- 臨済宗妙心寺派 大本山妙心寺（京都市右京区）
- 臨済宗妙心寺派 別格本山平林寺（埼玉県新座市）
- 臨済宗建長寺派 大本山建長寺（神奈川県鎌倉市） - 鎌倉五山
- 臨済宗円覚寺派 大本山円覚寺（神奈川県鎌倉市） - 鎌倉五山
- 臨済宗南禅寺派 大本山南禅寺（京都市左京区）
- 臨済宗方広寺派 大本山方広寺（浜松市浜名区）
- 臨済宗永源寺派 大本山永源寺（滋賀県東近江市）
- 臨済宗佛通寺派 大本山佛通寺（広島県三原市）
- 臨済宗東福寺派 大本山東福寺（京都市東山区） - 京都五山
- 臨済宗相国寺派 大本山相国寺（京都市上京区） - 京都五山
- 臨済宗建仁寺派 大本山建仁寺（京都市東山区） - 京都五山
- 臨済宗天龍寺派 大本山天龍寺（京都市右京区） - 京都五山
- 臨済宗向嶽寺派 大本山向嶽寺（山梨県甲州市）
- 臨済宗大徳寺派 大本山大徳寺（京都市北区）
- 臨済宗國泰寺派 大本山國泰寺（富山県高岡市）

## 曹洞宗
- 大本山永平寺（福井県吉田郡）
- 大本山總持寺（横浜市鶴見区）

## 黄檗宗
- 大本山 黄檗山萬福寺（京都府宇治市）

## 日蓮宗
- 総本山 身延山久遠寺（山梨県南巨摩郡身延町）

- 大本山 誕生寺（千葉県鴨川市）
- 大本山 清澄寺（千葉県鴨川市）
- 大本山 法華経寺（千葉県市川市）
- 大本山 北山本門寺（静岡県富士宮市） - 日蓮宗七大本山・富士五山・興門八本山
- 大本山 池上本門寺（東京都大田区）
- 大本山 妙顕寺（京都府京都市上京区）
- 大本山 本圀寺（京都府京都市山科区）
- 本山 鏡忍寺（千葉県鴨川市）
- 本山 妙本寺（神奈川県鎌倉市）
- 本山 龍口寺（神奈川県藤沢市)
- 本山 佛現寺（静岡県伊東市）
- 本山 実相寺（静岡県富士市）
- 本山 伊豆実成寺（静岡県伊豆市） - 富士五山・興門八本山
- 本山 小泉久遠寺（静岡県富士宮市） - 富士五山・興門八本山
- 北陸本山 妙成寺（石川県羽咋市）
- 鎮西本山 光勝寺（佐賀県小城市）
- 佐渡三本山 根本寺（新潟県佐渡市）
- 佐渡三本山 妙宣寺（新潟県佐渡市）
- 佐渡三本山 妙照寺（新潟県佐渡市）

日蓮宗系の宗派および日蓮宗から分離独立した新宗派
- 日蓮宗不受不施派 祖山妙覚寺（岡山県岡山市）
- 日蓮正宗 総本山大石寺（静岡県富士宮市） - 富士五山・興門八本山・日蓮正宗三本山
- 日蓮正宗 本山下条妙蓮寺（静岡県富士宮市） - 富士五山・興門八本山・日蓮正宗三本山
- 日蓮正宗 本山定善寺（宮崎県日向市） - 日蓮正宗三本山
- 日蓮正宗 本山讃岐本門寺（香川県三豊市）
- 日蓮本宗 大本山要法寺（京都府京都市左京区） - 富士五山・興門八本山
- 日興門流 大本山妙本寺（千葉県安房郡鋸南町） - 富士五山・興門八本山
- 法華宗興門流 大本山西山本門寺（静岡県富士宮市） - 富士五山・興門八本山

## その他宗派

### 聖徳宗
- 総本山法隆寺（奈良県生駒郡斑鳩町） - 南都七大寺

### 北法相宗
- 大本山清水寺（京都府京都市東山区）

### 和宗
- 和宗 総本山四天王寺（大阪府大阪市天王寺区）

### 粉河観音宗
- 粉河観音宗 総本山粉河寺（和歌山県紀の川市）

### 救世観音宗
- 救世観音宗 総本山紀三井寺（和歌山県和歌山市）

### 鞍馬弘教
- 鞍馬弘教 総本山鞍馬寺（京都市左京区）

### 聖観音宗
- 聖観音宗 総本山浅草寺（東京都台東区） - 日本三大観音

### 法華宗
- 法華宗本門流 大本山光長寺（静岡県沼津市）
- 法華宗本門流 大本山鷲山寺（千葉県茂原市）
- 法華宗本門流 大本山本能寺（京都府京都市中京区）
- 法華宗本門流 大本山本興寺（兵庫県尼崎市）
- 法華宗真門流 総本山本隆寺（京都府京都市上京区）
- 法華宗陣門流 総本山本成寺（新潟県三条市）
- 法華宗興門流  大本山西山本門寺（静岡県富士宮市） - 富士五山・興門八本山
- 本門法華宗 大本山妙蓮寺（京都府京都市上京区）
- 顕本法華宗 総本山妙満寺（京都府京都市左京区）

### その他
- 本門佛立宗 大本山宥清寺（京都府京都市上京区）
- 不受不施日蓮講門宗 本山妙覚寺（岡山県岡山市）

## 修験道
天台宗の項及び真言宗醍醐派の項を参照。